# Coupe d'Afrique des nations de football 2029
 (août 2024).
La mise en forme du texte ne suit pas les recommandations de Wikipédia : il faut le « wikifier ».
Les points d'amélioration suivants sont les cas les plus fréquents. Le détail des points à revoir est peut-être précisé sur la page de discussion.
- Les titres sont pré-formatés par le logiciel. Ils ne sont ni en capitales, ni en gras.
- Le texte ne doit pas être écrit en capitales (les noms de famille non plus), ni en gras, ni en italique, ni en « petit »…
- Le gras n'est utilisé que pour surligner le titre de l'article dans l'introduction, une seule fois.
- L'italique est rarement utilisé : mots en langue étrangère, titres d'œuvres, noms de bateaux, etc.
- Les citations ne sont pas en italique mais en corps de texte normal. Elles sont entourées par des guillemets français : « et ».
- Les listes à puces sont à éviter, des paragraphes rédigés étant largement préférés. Les tableaux sont à réserver à la présentation de données structurées (résultats, etc.).
- Les appels de note de bas de page (petits chiffres en exposant, introduits par l'outil «  Source ») sont à placer entre la fin de phrase et le point final[comme ça].
- Les liens internes (vers d'autres articles de Wikipédia) sont à choisir avec parcimonie. Créez des liens vers des articles approfondissant le sujet. Les termes génériques sans rapport avec le sujet sont à éviter, ainsi que les répétitions de liens vers un même terme.
- Les liens externes sont à placer uniquement dans une section « Liens externes », à la fin de l'article. Ces liens sont à choisir avec parcimonie suivant les règles définies. Si un lien sert de source à l'article, son insertion dans le texte est à faire par les notes de bas de page.
- La présentation des références doit suivre les conventions bibliographiques. Il est recommandé d'utiliser les modèles {{Ouvrage}}, {{Chapitre}}, {{Article}}, {{Lien web}} et/ou {{Bibliographie}}. Le mode d'édition visuel peut mettre en forme automatiquement les références.
- Insérer une infobox (cadre d'informations à droite) n'est pas obligatoire pour parachever la mise en page.

Pour une aide détaillée, merci de consulter Aide:Wikification.
Si vous pensez que ces points ont été résolus, vous pouvez retirer ce bandeau et améliorer la mise en forme d'un autre article.
Navigation
Kenya - Ouganda - Tanzanie 2027 2031
La Coupe d'Afrique des nations de football 2029, également appelée CAN 2029, devrait être la 37e édition du tournoi biennal de football africain organisé en éthiopie par la Confédération africaine de football (CAF).

## Désignation du pays hôte

### Candidatures
Candidature d'Angola : En avril 2024, le président de la CAF, Patrice Motsepe, a encouragé l'Angola à se porter candidat à l'organisation de la compétition. L'Angola n'a accueilli la CAN qu'une seule fois, en 2010.
Candidature de la République démocratique du Congo : Après avoir obtenu la quatrième place en 2023, le président de la RD Congo a déclaré qu'il se préparait à présenter sa candidature à l'organisation de l'événement. La capitale de la RD Congo, Kinshasa, a récemment accueilli les Jeux de la Francophonie de 2023, mais le pays n'a jamais accueilli la Coupe d'Afrique des Nations.
Candidature d'Éthiopie : Bien qu'il n'y ait aucun stade approuvé par la CAF, le ministre de la Culture et des Sports, Kejela Merdasa, veut construire six stades dans le pays pour organiser la CAN en 2029 ou 2031. L'Éthiopie a déjà accueilli la CAN en 1962, 1968 et 1976.
Candidature de la Guinée équatoriale : Lors d'une visite du président de la CAF, Patrice Motsepe, le gouvernement de Guinée équatoriale a exprimé son désir de se porter candidat en 2029 et 2031. La Guinée équatoriale a accueilli la CAN à deux reprises, en 2012 avec le Gabon et en 2015 seule après le retrait du Maroc, pays hôte initial, en raison de l'épidémie du virus Ebola en Afrique de l'Ouest.
Candidature de Zambie (potentiellement avec le Botswana) : Après neuf tentatives infructueuses pour remporter l'organisation de la Coupe d'Afrique des Nations, dont la plus récente pour 2027, la Zambie souhaite se porter candidate pour la dixième fois. La possibilité d'organiser conjointement l'événement avec le Botswana a été évoquée. La Zambie n'a jamais organisé la CAN, mais elle s'est vu retirer l'édition de 1988 pour des raisons financières.

### Candidatures retirées
Candidature du Sénégal : Le 18 septembre 2024, le directeur général de la SOGIP (Société de Gestion des Infrastructures Publiques des pôles urbains de Diamniadio et du Lac Rose) a confirmé que le Sénégal déposerait officiellement sa candidature pour l’organisation de la coupe d’Afrique des nations 2029. Cependant, le 18 octobre 2024, le Sénégal s’est retiré, invoquant le manque d’infrastructures pour le tournoi comme raison du retrait. Des discussions sur une éventuelle candidature conjointe avec la Gambie et la Guinée ont été évoquées mais n’ont jamais abouti.